# NGC 974
NGC 974 (również PGC 9802 lub UGC 2049) – galaktyka spiralna (Sb), znajdująca się w gwiazdozbiorze Trójkąta. Odkrył ją John Herschel 22 listopada 1827 roku.